# Triest (Assenede)
Triest is een buurtschap van de Oost-Vlaamse plaats Assenede, gelegen ten zuidoosten van deze plaats.
Triest ligt in een oud ontginningsgebied. Vroeger stonden hier enkele omwalde hoeven. Eén daarvan was de dubbel omwalde hoeve aan Poelstraat 8, waarvan nog enkele overblijfselen in het landschap zijn te zien.

## Nabijgelegen kernen
Zelzate, Assenede, Ertvelde